# Акустика (альбом «Сплина»)
Акустика — концертный альбом группы «Сплин», выпущенный в 2002 году. Альбом смонтирован из записи концерта группы, прошедшего 9 декабря 2001 года в Московском театре им. Станиславского. Альбом вышел в двух версиях — однодисковой и двухдисковой, тираж последней был ограничен.

## Описание
9 декабря 2001 года «Сплин» провёл в московском театре им. Станиславского акустический концерт. По многим оценкам[чьим?], это был один из самых удачных концертов группы в 2001 году (другие концерты — Горбушка, Максидром, Феллини-тур, Нашествие, Олимпийский). Компания Sony Music выпустила альбом «Акустика — Концерт в театре им. Станиславского», который содержит песни, исполненные во время концерта.
На этом концерте группа отыграла ретроспективный акустический сет, который охватил периоды творчества «Сплина» от «Коллекционера Оружия» до «25-го Кадра», а также несколько песен, не выходивших ранее на аудионосителях.
Сплин выступил в обычном составе: Александр Васильев (вокал, гитара), Сергей Наветный (ударные, перкуссия), Ян Николенко (флейта, бэк-вокал), Стас Березовский (гитары), Николай Ростовский (фортепиано), Вадим Сергеев (бас). Для полноты звучания был также привлечён перкуссионист Михаил Николаев.

## Оценки
Музыкальный критик Ольга Розанова, тепло отозвавшись в своей рецензии на альбом в журнале Rockmusic.ru о концерте группы «Сплин» в театре им. Станиславского, выразила разочарование последовавшим альбомом, который, по её словам, был плохо сведён и не сумел передать атмосферы концерта.

## Список композиций

### Однодисковая версия
| №   | Название                   | Длительность |
| --- | -------------------------- | ------------ |
| 1.  | «За Стеной»                | 1:44         |
| 2.  | «Три Цвета»                | 4:29         |
| 3.  | «Любовь Идёт По Проводам»  | 4:22         |
| 4.  | «Остаёмся Зимовать»        | 4:26         |
| 5.  | «Бонни и Клайд»            | 3:42         |
| 6.  | «Мария и Хуана»            | 3:43         |
| 7.  | «Феллини»                  | 5:29         |
| 8.  | «Тебе это снится»          | 7:09         |
| 9.  | «Алкоголь»                 | 5:04         |
| 10. | «Линия Жизни»              | 3:19         |
| 11. | «Пластмассовая жизнь»      | 3:24         |
| 12. | «Пой Мне Ещё»              | 5:40         |
| 13. | «Иди Через Лес»            | 5:26         |
| 14. | «Ленинград-Амстердам»      | 4:02         |
| 15. | «Моё Сердце»               | 4:09         |
| 16. | «Бездыханная Лёгкость Моя» | 4:29         |
| 17. | «Сломано Всё»              | 7:29         |

### Двухдисковая версия

#### CD 1
| №   | Название                  | Длительность |
| --- | ------------------------- | ------------ |
| 1.  | «За Стеной»               | 1:44         |
| 2.  | «Три Цвета»               | 4:29         |
| 3.  | «Любовь идёт по проводам» | 4:22         |
| 4.  | «Альтависта»              | 4:57         |
| 5.  | «Терпсихора»              | 3:07         |
| 6.  | «Мотоциклетная цепь»      | 4:57         |
| 7.  | «Бонни и Клайд»           | 3:42         |
| 8.  | «Скоро будет солнечно»    | 4:16         |
| 9.  | «Мария и Хуана»           | 3:43         |
| 10. | «Остаёмся зимовать»       | 4:26         |
| 11. | «Феллини»                 | 5:29         |
| 12. | «Тебе это снится»         | 7:09         |
| 13. | «Далеко домой / Абсент»   | 6:58         |

#### CD 2
| №  | Название                                        | Длительность |
| -- | ----------------------------------------------- | ------------ |
| 1. | «Бездыханная лёгкость моя»                      | 4:29         |
| 2. | «Алкоголь»                                      | 5:04         |
| 3. | «Линия жизни»                                   | 3:19         |
| 4. | «Пластмассовая жизнь»                           | 3:24         |
| 5. | «Моё сердце»                                    | 4:09         |
| 6. | «Пой мне ещё»                                   | 5:40         |
| 7. | «Иди через лес»                                 | 5:26         |
| 8. | «Ленинград — Амстердам»                         | 4:02         |
| 9. | «Сломано всё + скрытый бонус-трек без названия» | 7:29         |

## Участники записи
- Александр Васильев — вокал, акустическая гитара
- Сергей Наветный — ударные, перкуссия
- Ян Николенко — флейта, бэк-вокал
- Стас Березовский — гитары
- Николай Ростовский — фортепиано
- Вадим Сергеев — бас